# Corrubedo (Ribeira)
Corrubedo (llamada oficialmente Santa María de Corrubedo) es una parroquia y un lugar español del municipio de Ribeira, en la provincia de La Coruña, Galicia.

## Historia
En el siglo XV el pueblo es mencionado en mapas y libros de viajes. Su historia es muy difusa. En el siglo XIX adquiere notoriedad por su actividad pesquera y la instalación de varias fábricas de salazón. Hacia 1930 tenía una población de 2.500 habitantes. Fue mermando hasta hoy por la emigración incesante a otros puertos pesqueros de España: La Coruña, Vigo, Pasajes de San Pedro, Bilbao, Huelva, etc. Se perdieron instituciones básicas como el Pósito de Pescadores y la merma de población hizo del pueblo la parroquia menos poblada del municipio. 
Corrubedo también está en posesión de una Medalla Colectiva de Salvamento de Náufragos.
El pueblo empezó a despegar a raíz de la creación de la Asociación de Vecinos "As Dunas" de Corrubedo, en el año 1979, que aglutinó a la práctica totalidad de los vecinos tanto residentes como ausentes, creándose al efecto un "Boletín Informativo" con una tirada de 800 ejemplares que mantenía a estos últimos plenamente informados de los aconteceres del pueblo.
Esta Asociación de Vecinos dio un vuelco al abandono secular de la localidad, lográndose hitos tan importantes como la prolongación del rompeolas, obra que dio mayor abrigo al pequeño puerto de la localidad, la construcción de la Casa del Mar con dotación de dispensario médico o la creación misma del parque natural de las Dunas de Corrubedo, para cuya consecución dicha asociación vecinal estuvo en permanente movilización, llegándose a celebrar en Corrubedo una Asamblea de Ecologistas llegados desde todos los puntos de España.

## Entidades de población
Entidades de población que forman parte de la parroquia:
- As Pitas
- Corrubedo
- Espiñeirido (O Espiñeirido)
- O Corgo
- O Faro
- Pedra do Pino (A Pedra do Pino)
- Teira
- O Adro
- A Atalaia
- Campo da Agra
- As Chiscas
- Fóra de Portas
- Mexilloeiro
- O Porto
- O Prado
- Rocapillón
- Torreiro

## Demografía

### Parroquia
| Gráfica de evolución demográfica de Corrubedo (parroquia) entre 2000 y 2019 |
|                                                                             |
| Datos según el nomenclátor publicado por el INE.                            |

### Lugar
| Gráfica de evolución demográfica de Corrubedo (lugar) entre 2000 y 2019 |
|                                                                         |
| Datos según el nomenclátor publicado por el INE.                        |

## Turismo
Desde hace varios años es un pueblo eminentemente turístico y tras el bum de la construcción se han creado decenas de bloques de apartamentos y chalés adosados que durante los meses de verano están ocupados por sus propietarios o en régimen de alquiler de temporada.

### Parque natural de Corrubedo
En este pueblo se encuentra un complejo dunar con más de 1 km de largo, 250 m de ancho y 20 m de altura, esta duna de Corrubedo se impone desde la distancia en este parque natural que es el más visitado de toda Galicia, rondando las 300.000 personas al año.
El parque natural ocupa cerca 1000 hectáreas y está formado por las dunas, la playa de Corrubedo y las lagunas de Vixán, de agua dulce, y la de Carregal, de agua salada. Ambas acogen entre juncos y carrizos a las 3.000 aves acuáticas que viven aquí.

### Faro de Corrubedo
El faro de Cabo Corrubedo es uno de los puntos turísticos más importantes de la comarca.